# 岩海苔
岩海苔（いわのり）とは、海苔と呼ばれる食用藻類のうち、岩場に自生している天然のもの及びその加工品の総称である。日本各地や朝鮮半島やイギリスの一部地域で採取され、食用となっている。

## 分類学的位置

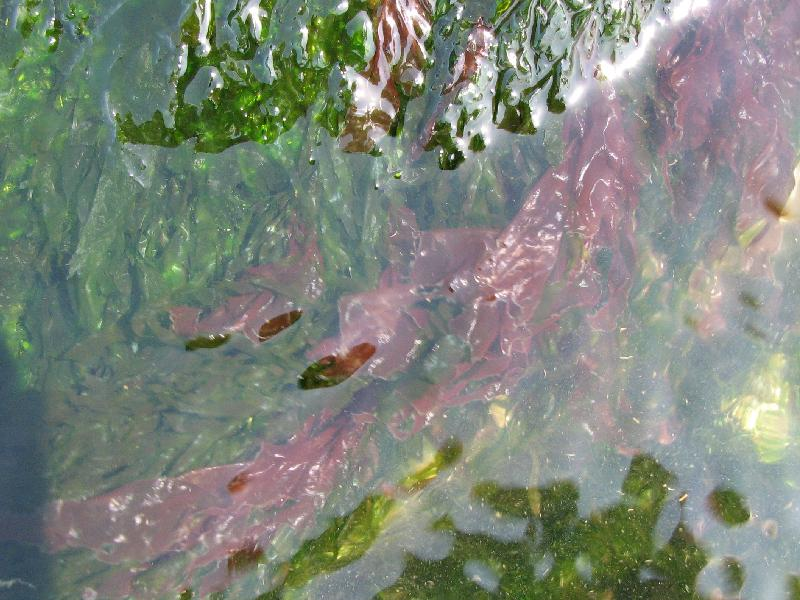
スサビノリ（赤紫色のもの）

生物の分類学的には多様な種の藻類が含まれており、進化系統に依拠した区分ではない。スサビノリやウップルイノリ、マルバアマノリなどアマノリ属の紅藻類の天然物を指すことが多い。養殖海苔はスサビノリなど限られた種類が広い地域で共通して生産されているのと比べ、岩海苔は地域性が強い。
岩海苔は天然物か否かにより定義されているため、生物学的に同じ種の藻類であっても、天然物であれば岩海苔、養殖であれば岩海苔ではないことになる。ウップルイノリのような天然物が多い種を養殖したものも、以前は「岩海苔」と称して流通することがあったが、現在の日本では、優良品と誤認させる表示として景品表示法により禁止されている。

## 歴史
歴史的には、海苔養殖技術が開発される以前には天然海苔しかなく、生産・消費されるすべての海苔は今で言う岩海苔であったことになる。逆にいえば、特に岩海苔という分類がされるようになったのは、海苔養殖技術が普及してからのことである。用語として確立された時期は不明であるが、江戸時代までは「十六島（うっぷるい）海苔」というように地名で呼び分けることが一般で、今のような岩海苔の語は無かった。養殖海苔が全盛となって後に対応語として生み出されたのではないかといわれる。ここでは、主に海苔養殖が始まってからの岩海苔の利用について述べる。
天然海苔の利用は古墳時代には始まっており、特に、現在でも岩海苔の主要産地である出雲国（現在の島根県）など西日本の日本海側が、早くから重要産地だった。その加工法は、明治時代後半頃までは地域ごとにまちまちであった。漁民が自ら採取した岩海苔を生海苔としてそのまま日々の食事に使ったり、素干しにして叺（カマス）などに貯蔵し、保存食や交易物資に用いた。干潮時に岩の上に露出して自然に日干しになったものを剥ぎ取ったものは、ハギノリと呼ばれ、ウップルイノリの産地でよく見られた。板や簀の子に生海苔を打ち付けて広げ、原初的な板海苔に加工する例もあったが、広げた形状や大きさ、厚みなどが地域によって多様であった。自然乾燥品には海水の塩分が多く含まれており、塩の不足しがちな山間部では歓迎されたようである。江戸時代に養殖海苔では定型的な板海苔が量産されるようになっても、長くこうした利用が続いた。
岩海苔が養殖海苔と同じような抄き仕上げの板海苔に加工されるようになったのは、大正時代頃からである。漁民の副業振興が図られる中で、養殖の浅草海苔を模倣して板海苔に加工するようになった。板海苔と言っても地域ごとに様々な形状で、一般に養殖海苔の板海苔よりも大判であった。同時期の養殖海苔の板海苔が大判のもので長辺8寸（約24cm）だったのに対し、岩海苔は1尺（約30cm）を超えることも多く、最大で5尺（約152cm）という巨大なものまであった。正方形や円形の地域もあった。養殖の板海苔と比べて基本的に粗悪品として扱われ、歴史の古い島根県の十六島海苔や艫島海苔を除くと、取引価格は安く流通範囲も狭かった。
1891年（明治24年）の農商務省の調査によると、34道府県で岩海苔の生産が行われていた。養殖海苔の生産が行われていたのは8都県（うち4県は岩海苔と併用）だったのと比べて、広い地域であった。もっとも、生産量としては、島根を除くと養殖地より段違いに少量である。
1921年（大正10年）には、最大の岩海苔産地であった島根県での生産量でも、養殖産地の神奈川県の1割程度になった。次いで多い岩海苔産地の福井県では、神奈川県のわずか2%にすぎなかった。他方で、従業者数としては島根で約1900人、福井でも約1100人で、神奈川の6倍と3倍にあたる多数であった。岩海苔は、養殖海苔に比べて生産効率で大きく劣っていたといえる。
明治末から昭和20年代にかけて、岩海苔産地の多くで、生育に適した岩場を岩石の敷設やコンクリート盛りなどで広げる試みがなされた。岩場の表面にコンクリートを盛って着生面とする造成法は、1912年（明治45年）に山形県で開発された方法である。海苔以外の雑藻を科学的に駆除する技術も研究された。雪海苔として知られる新潟県の岩海苔は、一年で生産量が9倍に伸びる年もあるほど増産された。養殖先進地からの技術指導を受けて、製品加工の改良を行い、商品価値を高める努力もされた。
1940年代後半以降、岩海苔の生産地は減少していった。これは、この頃に急激な技術進歩を遂げた海苔養殖が各地に導入され、競合したためとする見解がある。この説によれば、養殖設備が設置できる波の穏やかな内湾では養殖海苔にとって代わられ、波の激しい日本海などの外湾だけに岩海苔漁業が残ったのではないかという。
その後、岩海苔は、養殖海苔に比べて生産量が少ない、希少価値のある商品として見直されている。粗悪品としての見方から一転高級品となり、養殖物の商品を「岩海苔」として表記する例も出た。そのため、1980年代から、日本では景品表示法の適用上で表示が厳密化され、岩礁に自生しているもの以外の商品については「岩海苔」と表示できなくなっている。食品のり公正取引協議会も、同様の公正競争規約を定めている。

## 食品としての特徴
岩海苔で作られた板海苔は、養殖海苔に比べると厚みがあり、素朴な仕上がりである。食感はやや硬く、磯の香りが強い。
板海苔以外に、洗ってそのまま乾燥させた素干し海苔も多く生産される。吸い物や味噌汁、ラーメンなどの具として利用され、「岩海苔ラーメン」というような料理名で供される例がある。生産地近辺では生海苔のまま吸い物などに仕立てることもある。佃煮原料にも用いる。
栄養面では、養殖海苔と基本的には同じである。日本食品標準成分表によると、抄き干しした素干し岩海苔は100gあたり151kcalと低カロリーで、ミネラル分に富む。養殖の抄き干し干海苔と比較した場合、岩海苔のほうがナトリウムは3倍、カリウムは1.5倍、鉄分は5倍と多く含まれている。逆にカロテンなどビタミンAは養殖海苔の方が1.5倍の量含まれ、ビタミンCも岩海苔にはほとんど無いのに対し、養殖海苔なら100gあたり160mg含まれている。

## 生産
自然に生えている岩海苔を見つけて、剥ぎ取る。現在では純然たる自然の岩場には限らず、投石やコンクリートで造成した着生面もある。良い岩海苔が生えている場所は古くから採取のルールが設けられており、特定の村人の財産であったり、村の入会地になっていたりした。現在は、漁業権の設定対象になっている所が多い。
海苔の付着した波打ち際の岩が海面上に現れる干潮時に、通常は採取される。湿ったままの状態で生海苔として採る場合と、日干しになって岩に張り付いたところを削ぎ取るハギノリの方法とがある。指に巻きつけるように素手で採ったり、専用の手鉤や竹べら等の道具を使って採ることもある。ハギノリの場合、包丁で切り取っていく。摘み取った海苔は腰に結わえた竹かごに集める。
波打ち際、しかも海苔が生えて足元が滑りやすくなっているため、かなり危険な作業でもある。干潮時にだけ現れる、船で行く沖の岩場の場合、途中で海が荒れて船が出せなくなった時など、満潮前に陸地に帰れない事態もありうる。命綱を結んで作業することもある。入会地などで村中で協同作業をする際には、高波を監視する「波見」などという見張り番を置く。

### 産地
現在及び過去の著名産地。
- 十六島海苔（うっぷるいのり） - 島根県出雲市十六島周辺。古代からの代表的産地。「ウップルイノリ」の和名の由来でもある。12月～翌年2月、滑り止めの地下足袋を履いた女性が、のり島と呼ばれる岩場から剥ぎ取る。生産者は20軒以下で、収穫量は年間1トン未満の希少品[11]。
- 殿島海苔 - 島根県大田市（旧温泉津町）殿島周辺。
- 城崎海苔 - 兵庫県豊岡市（旧城崎郡瀬戸村）。城崎温泉の土産品としても江戸時代から知られた。
- 袖志海苔 - 商品名としては「経ヶ岬海苔」。京都府京丹後市丹後町袖志で採集・加工される。
- 雪海苔 - 北陸地方の日本海沿岸。
- 福浦海苔[12] - 石川県志賀町（旧富来町）福浦港が位置する能登半島の外浦（そとうら）と呼ばれる海岸線沿いで、12月から2月にかけて採集・加工される。岩海苔が育ちやすいコンクリートで固めた人工の「のりじま（のり畑）」で岩のり漁がされることが特徴。